# Lezginka
La danza lesghiana è un ballo popolare dei Lesghi (o Lesghiani) del Caucaso Settentrionale. Viene ballata sia da uomini soli, sia da coppie uomo-donna: l'uomo si cimenta in una danza detta dell'aquila, la donna in una danza detta del cigno.

## Denominazioni
Questa danza assume nomi diversi a seconda della regione in cui viene praticata: danza lezgi, (Лезгинка), è il nome russo, in lingua lesga viene chiamata lezgi k'u'l o lek'erin k'u'l (Лезги кьуьл o Лекьерин кьуьл), in Georgia lekuri (ლეკური) ed in Turchia kafkas oyunları (danza caucasica).
Vi sono due tipi di danza lezgi, variabili da un popolo ad un altro. Alcune provengono da nazioni differenti, ma ognuna viene ballata in diversi modi, aspetto comunque frequente nei balli caucasici.

## Il Lesghi o danza veloce
Il Lesghi, o danza veloce,  è l'unico ballo comune a tutti i popoli del Caucaso, ma ogni nazionalità lo balla secondo uno stile diverso. Esistono due stili: gli Highlander ballo o balli di Montagna, e la danza Lirica. Il ballo di Montagna venne inventato dai popoli del Caucaso originari delle montagne, ma ogni nazionalità possiede la propria variazione stilistica, anche se sono minime. Nella regione Nord del Caucaso è una danza riservata agli uomini, mentre in Georgia le donne hanno la possibilità di cimentarsi ad una versione differente ballabile in coppia.

## La danza Lirica
La danza lirica può essere suddivisa in due tipologie, la danza orientale e la danza occidentale. La danza orientale è piuttosto tradizionale e proviene anche dalla cultura Vainachi. La danza occidentale viene ballata in coppia, da un uomo e una donna, che rappresentano rispettivamente il Sole e la Luna. L'uomo tiene le braccia aperte in una posizione a croce a simboleggiare il sole sorgere e tramontare: con un braccio piegato tiene la mano al petto, con l'altro proteso verso un lato mima il sole nel suo movimento. Quando punta i piedi con le braccia alzate sopra la testa, l'uomo personifica il sole allo zenit. Abbraccia poi la vita del suo partner senza toccarla per descrivere un'eclissi lunare. Le violazioni del galateo della danza, hanno causato non solo conseguenze morali, ma anche materiali, l'uomo non poteva toccare la donna mentre ballava, anche quando era un suo parente stretto. Quando l'uomo iniziava la danza, la donna terminava gli ultimi passi. Nella danza di coppia, l'uomo non poteva lasciare la sua postazione per primo, per non essere accusato di mancanza di rispetto nei confronti del partner. La danza delle donne era ornata con gesti delle braccia e delle spalle, mentre la danza degli uomini richiedeva la massima sottomissione alla forza espressiva. Il ballerino esprimeva i suoi sentimenti solo una volta, ovvero nel momento in cui la danza raggiungeva il suo apice, nell'istante chiamato, Bokh Boglar. In quel particolare istante della danza, si materializza una particolare gestualità relativa al movimento delle dita dei piedi.

## Nei vainachi e nel Daghestan
Tra lo stile danzato nella zona dei Vainachi e lo stile ballato nel Daghestan si nota una differenza visibile, rappresentata da un insieme di mosse, maggiori nello stile Daghestan, minori nello stile vainaco. La danza occidentale, invece, ha avuto origine dal popolo dei Circassi ed è conosciuta come Qafa, mentre la danza veloce è conosciuta con diversi nomi : Lhaparise \ Shishen \ Qajeh. Tradizionalmente progredisce nello stesso modo della danza orientale, ma con l'enorme differenza che il ballerino non abbatte la punta dei piedi, e questo viene interpretato quale segno di modestia e rispetto, in modo che il vostro amore sia sempre più forte ed eterno. Anche se oggi la danza tradizionale non è poi così comune, è piuttosto comune per la danza del Nord-est esprimersi con alcuni di loro set di posizioni e movimenti. In osseto, Simd, è la parola omonima per indicare il Qafa.

## Musica

### Nella musica classica
Ne Le Papillon (balletto in 2 atti e 4 quadri di Maria Taglioni, musica di Jacques Offenbach), Emma Livry e Louis Mérante danzavano una lesguinka.

## Galleria d'immagini

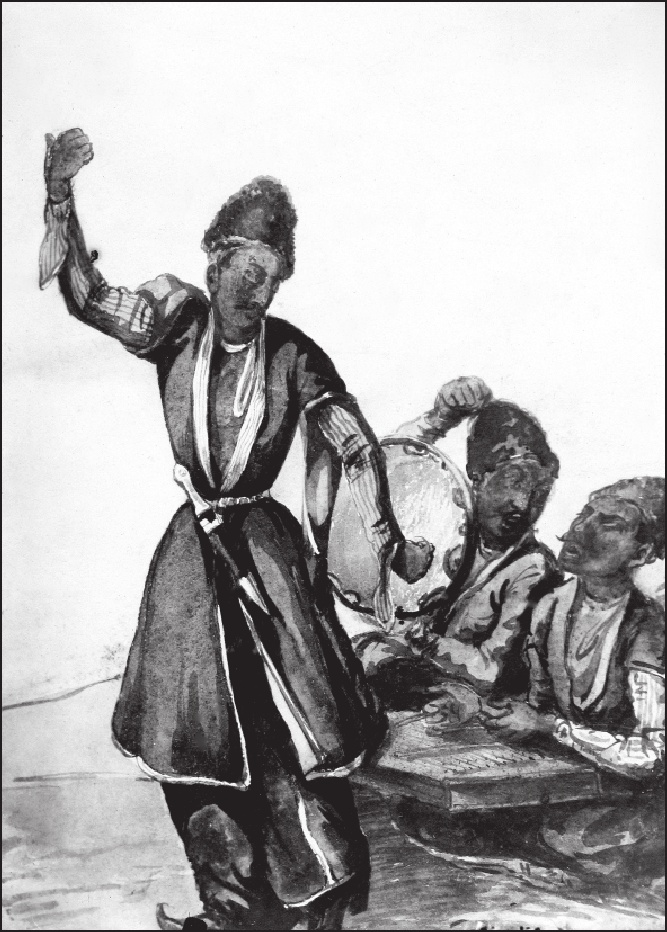
Lezginka a Mejvriskhevi nei pressi di Gori in Georgia. Prima del 1859.
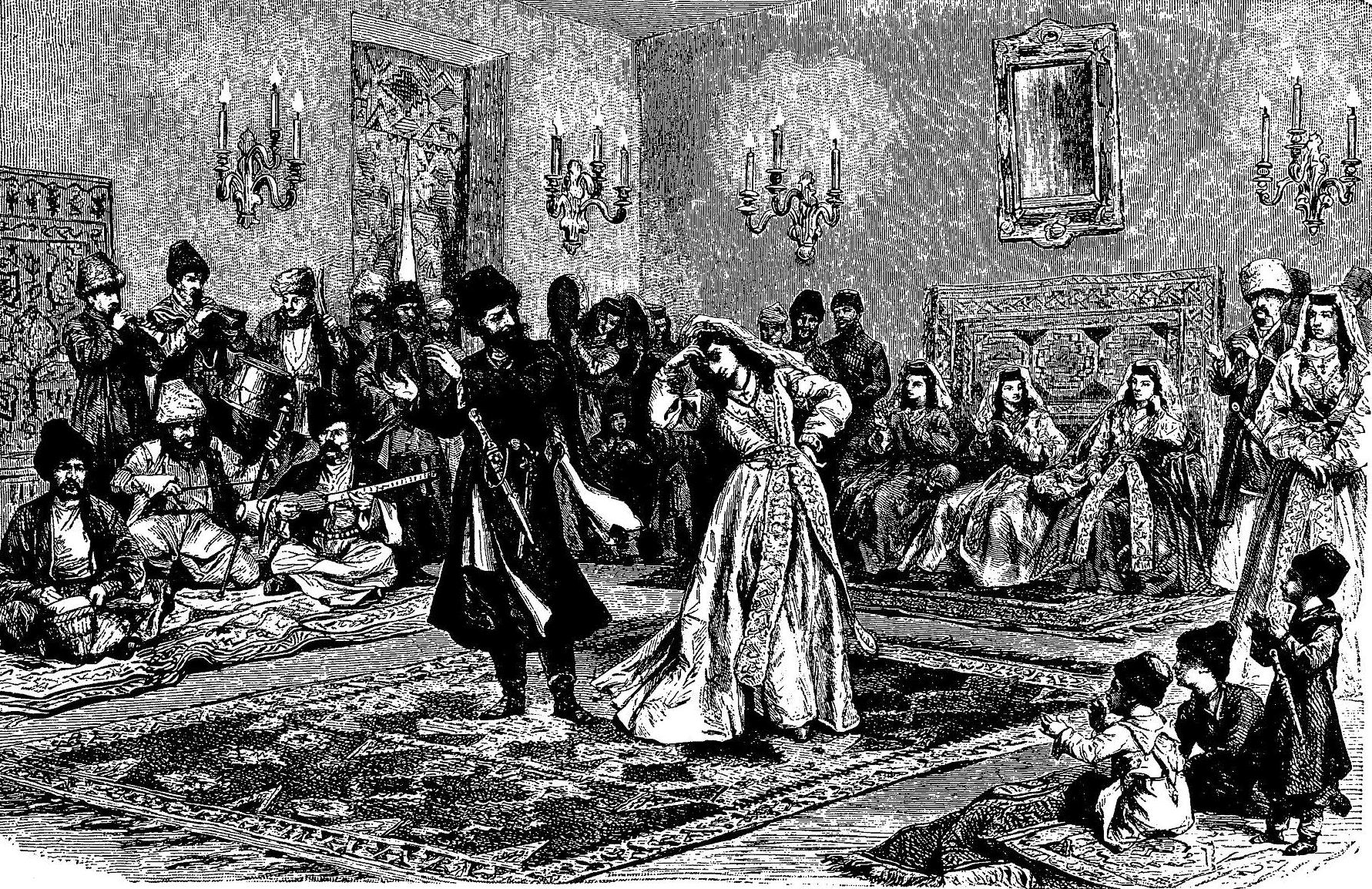
La Lezginka, una danza nazionale in Georgia. Stampa del 1884.
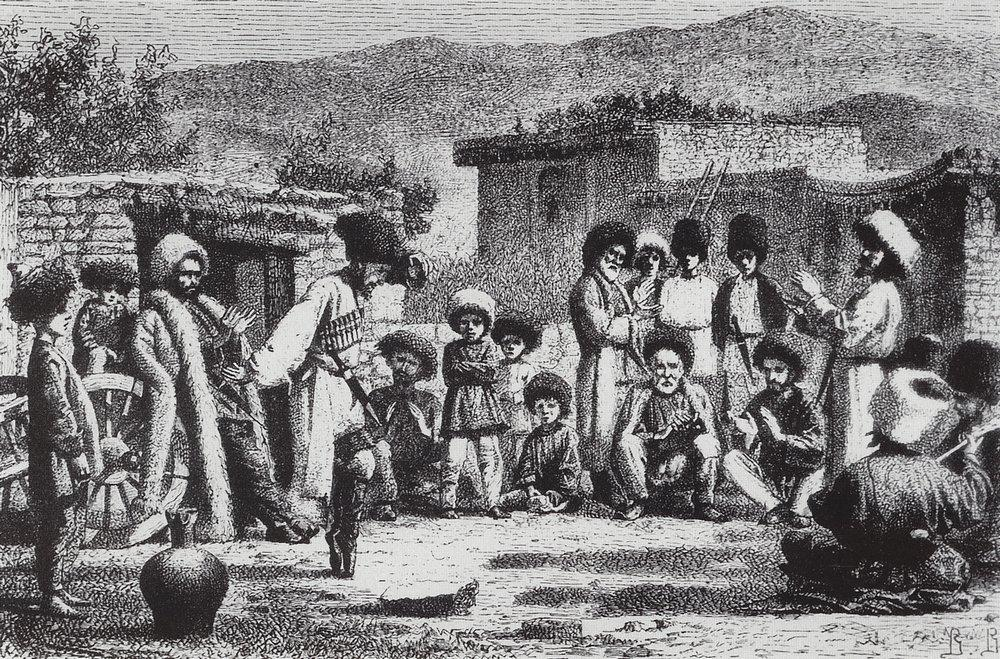
Lezginka, tra il 1864 ed il 1867, Vassili Verechtchaguin
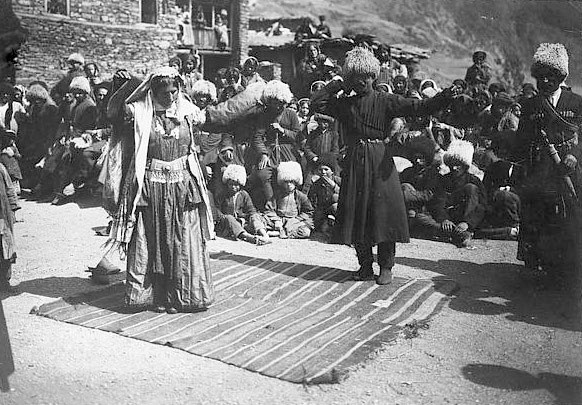
Lezguiani che danzano la lezginka nel Daghestan verso il 1900
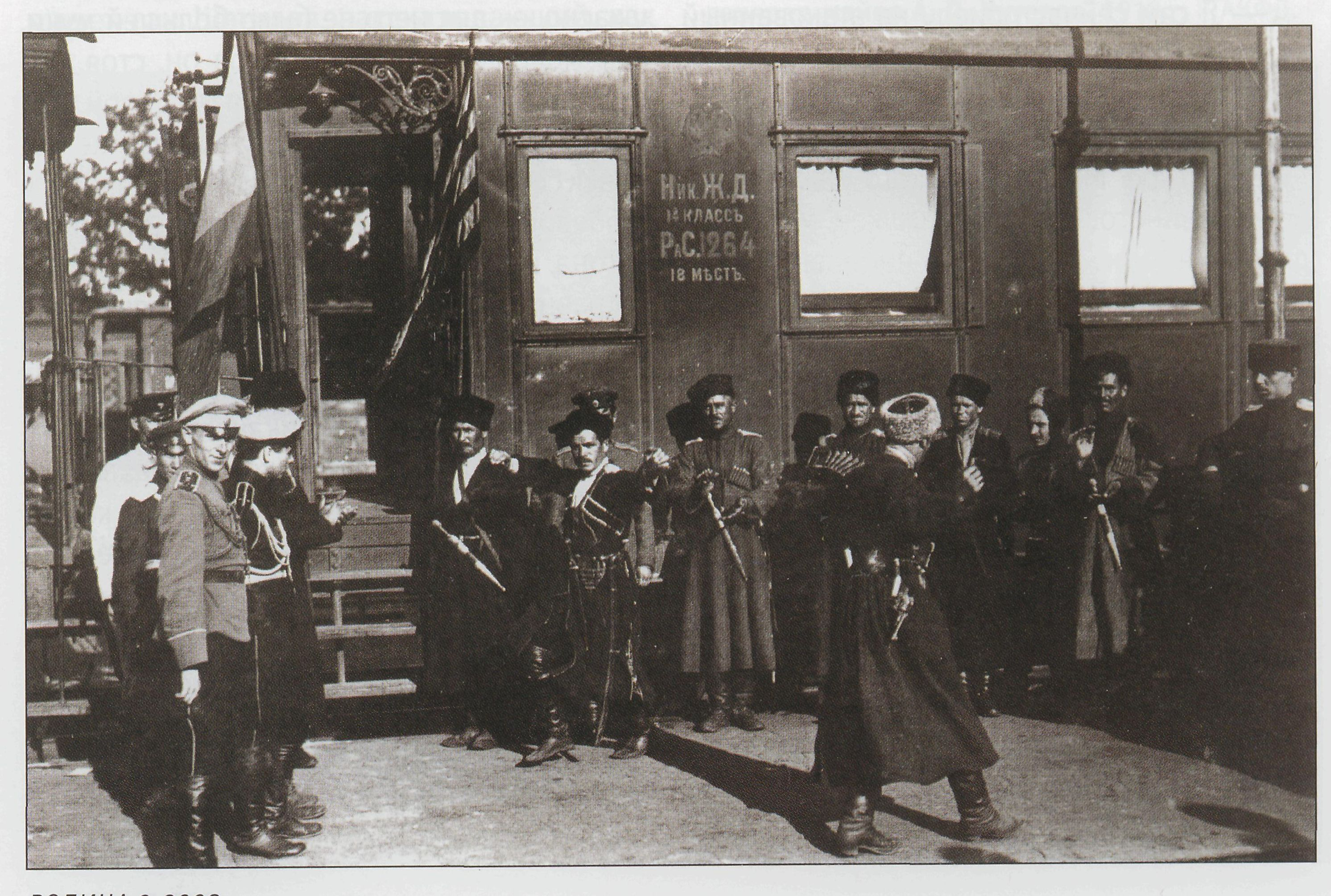
Personale della carovana di Vladimir Maï-Maïevski danzano la lezginka nel 1919.

## Video
- Avar sample — Danza folk degli àvari (regione del Balakən in Azerbaigian).
- Azerbaijani sample - Danza Qaytağı del Balletto di stato dell'Azerbaigian.
- Iranian Azerbaijani sample - Versione azera del gruppo “Tabriz Dance Group“ dell'Iran, a Toronto, Canada.
- Chechen sample — Versione del Khalkhar del gruppo “Vaynakh” (Cecenia).
- Kumyk sample — Versione del Biyiv by ensemble “Lezghinka” (Dagestan).
- Lezgi sample — Versione della Lezginka del gruppo “Suvar” (Azerbaigian).
- Ossetian sample — Versione del Simd dei gruppi “Alania” e  “Goretz” (Ossezia Settentrionale-Alania).
- Kabardian sample — Versione dell'Islamey del “The Narts Dance Ensemble” (Cabardino-Balcaria).
- Adyghe sample — Versione della Qafa del gruppo “The Narts Dance Ensemble” (Adighezia).
- Georgian sample — Versione del Lekuri del gruppo “Sukhishvili-Ramishvili” (Georgia).
- Turkish sample — Versione del Şeyh Şamil alletto di stato della Turchia.
- Mountain Jewish sample - Juhuro festival degli ebrei della montagna (La Lezginka viene danzata dal minuto 16':58" al 21':48")

## Tutorial
- (EN) Come danzare la Lezginka, su hejorama.com, 11 settembre 2010. URL consultato il 5 marzo 2022 (archiviato dall'url originale il 5 marzo 2016).